# Усть-Долиси
Усть-Долиси (рос. Усть-Долыссы) — присілок в Невельському районі Псковської області Російської Федерації.
Населення становить 974 особи. Входить до складу муніципального утворення Усть-Долиська волость.

## Історія
Від 2015 року входить до складу муніципального утворення Усть-Долиська волость.

## Населення
| 2001 | 2002  | 2010 |
| ---- | ----- | ---- |
| 1237 | ↘1138 | ↘974 |